# Chiesa di San Pio X (Caltanissetta)
La chiesa di San Pio X è un edificio religioso di Caltanissetta, costruito intorno al 1960.

## Descrizione
La chiesa di San Pio X si trova nel quartiere Fungirello sorto negli anni Cinquanta in seguito all’espansione urbanistica verso sud della città. L’edificio, essendo rialzato di un livello rispetto la quota stradale, è preceduto da una scalinata. Il prospetto, dall’andamento curvilineo concluso da una cornice curva, è scandito da sei pilastri “giganti” in cinque partiti: nei tre centrali è posto un porticato curvilineo a tre fornici. Sulla sommità dei partiti estremi e laterali sono poste dieci nicchie rettangolari contenenti lapidi con le iscrizioni dei comandamenti. Nel partito centrale una vetrata a tutta altezza è affiancata da due laterali.
L’impianto spaziale è costituito da un’aula trapezoidale, con pareti laterali a dente di sega convergenti verso l’altare, coperta da un controsoffitto. All’estremità dell’aula sono poste due cappelle, quella del battistero è decorata con un mosaico. Il coro, separato dall’aula da un arco a sesto ribassato con appeso un crocifisso ligneo settecentesco, ha il tetto inclinato con al centro una struttura piramidale in ferro e vetro, protetta da una tenda. La cappella maggiore, decorata da un dipinto raffigurante l’agnello dei sette sigilli, è affiancata da due cappelle.
Alla chiesa, preceduta dal campanile, è annessa la casa canonica e i locali del ministero pastorale; i locali del piano terra, sottostanti la chiesa, ospitano le vare della processione del Venerdì Santo.